# Штольц, Розина
Розина Штольц (нем. Rosine Stoltz или нем. Rosina Stoltz; 13 января 1815, Париж — 30 июля 1903, Париж) — французская оперная певица. 
В 1903 году, на страницах «Энциклопедического словаря Брокгауза и Ефрона» признанный российский музыкальный критик Н. Ф. Соловьёв в статье о Штольц написал следующее: «Настоящее ее имя — Роза Нива», но на самом деле её настоящее имя Виктуар (Викторина) Ноэль (фр. Victoire Noël), а Роза Нива — один из её первых сценических псевдонимов; со временем эта ошибка распространилась на сотнях сайтов Рунета, где присутствует и по сей день, как и ошибка из «Музыкального словаря Римана» (пришедшая из немецкого издания Римана), где певица названа «Викторина Нёб [Nöb]».

## Биография
Виктуар Ноэль родилась 13 января 1815 года в городе Париже на бульваре Монпарнас, когда ещё не прошло и месяца после окончания Наполеоновских войн. Её отцом был консьерж Флорентин Ноэль, а матерью его жена Клара Штоль. 
Своё первое обучение вокалу она получила в качестве пенсионера в Королевской школе «Chant et Déclamation» под руководством музыкального педагога Александра-Этьена Шорона, затем совершенствовала своё мастерство у Луи-Антуана-Элеонор Поншара.
Ноэль дебютировала как драматическая актриса в Брюсселе, в 1834 году. Как оперная певица выступила в Голландии, затем была приглашена в оперный театр в Брюсселе, где знаменитый французский тенор Нурри пришел в восторг от ее голоса и устроил ей ангажемент в Париж. Голос Штольц (меццо-сопрано) отличался силой и красотой звука. Её хвалили за красоту тонов в диапазоне контральто и сравнивали с одним из ведущих сопрано оперы, Корнели Фалькон. 
Она выступила в столице Франции 1838 году, пела в «Жидовке», «Гугенотах», «Дон Жуане», «Фаворитке»; в последней роль Леоноры  ди Гусман специально была написана итальянским композитором Гаэтано Доницетти для Розины Штольц. В «Парижской опере» Штольц оставалась до 1847 года. 
В 1856 году Р. Штольц снова выступила в Парижской национальной опере, но, вследствие слабости голоса, былого успеха уже не имела и была вынуждена окончательно покинуть оперную сцену.
Розина Штольц скончалась 30 июля 1903 года в родном городе.